# Герберт Отто Гілле
Герберт Отто Гілле (нім. Herbert Otto Gille; нар. 8 березня 1897, Бад-Гандерсгайм, Брауншвейг — пом. 26 грудня 1966, Штеммен, Нижня Саксонія) — німецький воєначальник часів Третього Рейху, обергруппенфюрер СС та генерал військ СС (1944). Кавалер Лицарського хреста з дубовим листям, мечами та діамантами (1944).

## Біографія
Закінчив кадетський корпус в Берліні-Ліхтерфельді. 1 серпня 1914 року поступив в 30-й (2-й Баденський) польовий артилерійський полк. Учасник Першої світової війни, воював в рядах 55-го резервного артилерійського полку, командир взводу. 31 березня 1919 року демобілізований. В 1922—26 роках — член Сталевого шолому. В 1929—31 роках працював на автомобільному заводі в Брауншвейгу, в 1931-33 роках заснував власний бізнес. 1 травня 1931 року вступив у НСДАП (партійний квиток №537 337), 10 жовтня — в СС (посвідчення №39 854). З жовтня 1931 року — командир 5-го штурму, з 27 січня 1933 року — автомобільного загону 49-го штандарту СС. З 20 квітня 1933 по 4 квітня 1934 року — начальник штабу 4-го абшніту СС в Брауншвейгу. 20 травня 1934 року поступив в частини посилення СС і очолив 11-й штурм 1-го штандарту СС (згодом — штандарт СС «Дойчланд»). З 1 жовтня 1936 року — начальник штабу штандарту, з 15 березня 1937 року — командир 2-го штурмбанну. В травні 1939 року призначений командиром 1-го дивізіону артилерійського полку СС, з яким брав участь у Польській і Французькій кампаніях. З 15 листопада 1940 по 1 травня 1943 року — командир 5-го артилерійського полку СС. У складі 5-ї добровольчої моторизованої дивізії СС «Вікінг» воював на радянсько-німецькому фронті.  З 20 червня 1942 року — командувач артилерією танкового корпусу СС. З липня 1942 року — командир полку СС «Вестланд». Учасник третьої битви за Харків, потім успішно командував групою під Ростовом. З 1 травня 1943 року — командир 5-ї моторизованої дивізії СС «Вікінг». В березні-квітні 1944 року успішно провів оборону під Ковелем від переважаючих радянських військ. На чолі 4-го танкового корпусу СС відзначився у боях під Варшавою і Будапештом. В травні 1945 року відвів свій корпус в Австрію, де 8 травня здався американським військам. Засуджений до 10 місяців ув'язнення. В травні 1948 року звільнений. Заснував журнал ветеранів 5-ї дивізії СС «Клич вікінга».

## Нагороди
- Залізний хрест 2-го і 1-го класу
- Хрест «За військові заслуги» (Брауншвейг) 2-го і 1-го класу
- Хрест «За військові заслуги» (Австро-Угорщина) 3-го класу
- Почесний хрест ветерана війни з мечами
- Німецька імперська відзнака за фізичну підготовку в сріблі
- Спортивний знак СА в сріблі
- Медаль «У пам'ять 13 березня 1938 року»
- Медаль «У пам'ять 1 жовтня 1938» із застібкою «Празький град»
- Медаль «За вислугу років у СС» 4-го, 3-го і 2-го ступеня (12 років)
- Почесна шпага рейхсфюрера СС
- Кільце «Мертва голова»
- Застібка до Залізного хреста
  - 2-го класу (26 жовтня 1939)
  - 1-го класу (21 листопада 1939)
- Орден Хреста Свободи 1-го класу з мечами (Фінляндія)
- Нагрудний знак «За участь у загальних штурмових атаках» (травень 1941)
- Німецький хрест в золоті (28 лютого 1942)
- Медаль «За зимову кампанію на Сході 1941/42» (15 вересня 1942)
- Лицарський хрест Залізного хреста з дубовим листям, мечами і діамантами
  - лицарський хрест (8 жовтня 1942)
  - дубове листя (№315; 1 листопада 1943)
  - мечі (№47; 20 лютого 1944)
  - діаманти (№12;19 квітня 1944)
- Нагрудний знак «За поранення» в сріблі
- Двічі відзначений у Вермахтберіхт (6 квітня і 2 вересня 1944)

Військова кар'єра
- 27 січня 1915 — лейтенант
- 31 березня 1919 — обер-лейтенант

- грудень 1931 — анвертер СС
- 1932 — шарфюрер СС
- 20 квітня 1933 — унтерштурмфюрер СС
- 20 квітня 1935 — оберштурмфюрер СС
- 9 листопада 1935 — гауптштурмфюрер СС
- 20 квітня 1937 — штурмбанфюрер СС
- 19 жовтня 1939 — оберштурмбанфюрер СС
- 30 січня 1941 — штандартенфюрер СС
- 1 жовтня 1941 — оберфюрер СС
- 9 листопада 1942 — бригадефюрер та генерал-майор Ваффен-СС
- 9 листопада 1943 — групенфюрер та генерал-лейтенант СС
- 9 листопада 1944 — обергруппенфюрер та генерал СС